# Kupa e Shqipërisë 2009-2010
La Coppa d'Albania 2009-2010 è stata la 58ª edizione della competizione. Il torneo è cominciato il 23 settembre 2009 ed è terminato il 9 maggio 2010. La squadra vincitrice si qualifica per il secondo turno preliminare della UEFA Europa League 2010-2011. Il Besa Kavajë ha vinto il trofeo per la seconda volta.

## Formula
Alla coppa hanno partecipato squadre dei primi tre livelli del campionato albanese. Otto squadre di Kategoria e Dytë hanno preso parte ai due turni preliminari, disputati con partite di sola andata.

Le 4 squadre qualificate dai preliminari si sono unite alle 12 di Kategoria Superiore 2009-2010 e alle 16 di Kategoria e Parë per il tabellone principale del torneo. Tutti i turni fino alle semifinali si giocano con partite di andata e ritorno; la finale si è giocata in gara unica.

## Primo turno preliminare
Le partite si sono giocate il 23 settembre 2009.
| Squadra 1        | Risultato | Squadra 2     |
| ---------------- | --------- | ------------- |
| Naftetari Kucove | 0–1 sup   | Çlirimi Fieri |
| Adriatiku        | 2–0       | Korabi        |
| Erzeni           | 2–4       | Iliria        |
| Luzi 2008        | Ritiro    | Kukësi        |
| Vlora            | 2–1       | Këlcyra       |
| Tomori           | 2–0       | Përmeti       |
| Domozdova        | 2–1       | Maliqi        |
| Delvina          | 5–0       | Himara        |

## Secondo turno preliminare
Le partite si sono giocate il 30 settembre 2009.
| Squadra 1 | Risultato | Squadra 2     |
| --------- | --------- | ------------- |
| Luzi 2008 | 2–1       | Çlirimi Fieri |
| Adriatiku | 2–1       | Iliria        |
| Vlora     | 5–3       | Delvina       |
| Tomori    | 4–1       | Domozdova     |

## Sedicesimi di finale
Le partite di andata si sono giocate il 21 ottobre 2009, quelle di ritorno il 4 novembre.
| Squadra 1      | Totale | Squadra 2         | Andata | Ritorno |
| -------------- | ------ | ----------------- | ------ | ------- |
| Luzi 2008      | 3–4    | Tirana            | 3–1    | 0–3     |
| Adriatiku      | 2–5    | Dinamo Tirana     | 2–3    | 0–2     |
| Memaliaj       | 1–4    | Shkumbini         | 1–2    | 0–2     |
| Pogradeci      | 1–3    | Besa Kavajë       | 1–2    | 0–1     |
| Besëlidhja     | 2–6    | Laçi              | 1–2    | 1–4     |
| Sopoti         | 1–6    | Kastrioti         | 0–3    | 1–3     |
| Turbina Cërrik | 1–3    | Bylis Ballsh      | 1–0    | 0–3     |
| Burreli        | 1–3    | Lushnja           | 0–0    | 1–3     |
| Vlora          | 0–4    | Teuta             | 0–31   | 0–1     |
| Gramshi        | 0–3    | Flamurtari Valona | 0–3    | 0–0     |
| Bilisht Sport  | 3–8    | Apolonia Fier     | 3–1    | 0–7     |
| Skrapari       | 10–12  | Skënderbeu        | 5–3    | 5–9     |
| Luftëtari      | 2–7    | Gramozi           | 1–3    | 1–4     |
| Ada            | 1–2    | Partizani Tirana  | 0–0    | 1–2     |
| Dajti Kamzë    | 2–1    | Elbasani          | 2–1    | 0–0     |
| Tomori         | 1–9    | Vllaznia          | 0–4    | 1–5     |

Note
- 1 Il match è stato assegnato al Teuta Durres per 3-0 dopo che il Valona non ha reso sicuro il terreno di gioco.

## Ottavi di finale
Le partite di andata si sono giocate il 25 novembre 2010, quelle di ritorno il 10 dicembre.
| Squadra 1        | Totale | Squadra 2         | Andata | Ritorno |
| ---------------- | ------ | ----------------- | ------ | ------- |
| Partizani Tirana | 1–3    | Teuta             | 1–1    | 0–2     |
| Bylis Ballsh     | 2–3    | Dinamo Tirana     | 1–0    | 1–3     |
| Lushnja          | 3–4    | Tirana            | 2–2    | 1–2     |
| Dajti Kamzë      | 3–5    | Vllaznia          | 1–3    | 2–2     |
| Kastrioti        | 1–2    | Shkumbini         | 1–1    | 0–1     |
| Gramozi          | 2–1    | Flamurtari Valona | 1–0    | 1–1     |
| Skënderbeu       | 2–2    | Apolonia Fier     | 1–0    | 1–2     |
| Laçi             | 1–2    | Besa Kavajë       | 0–1    | 1–1     |

## Quarti di finale
Le partite si sono giocate in date differenti.
| Squadra 1   | Totale    | Squadra 2     | Andata | Ritorno |
| ----------- | --------- | ------------- | ------ | ------- |
| Gramozi     | 1–1 (rgf) | Teuta         | 1–1    | 0–0     |
| Besa Kavajë | 4–4 (rgf) | Tirana        | 2–0    | 2–4     |
| Shkumbini   | 3–1       | Dinamo Tirana | 2–1    | 1–0     |
| Skënderbeu  | 0–4       | Vllaznia      | 0–0    | 0–4     |

## Semifinali
Le partite di andata si sono giocate il 23 marzo 2010, quelle di ritorno il 7 aprile 2010.
| Squadra 1   | Totale | Squadra 2 | Andata | Ritorno |
| ----------- | ------ | --------- | ------ | ------- |
| Besa Kavajë | 2–1    | Shkumbini | 1–1    | 1–0     |
| Teuta       | 1–2    | Vllaznia  | 1–0    | 0–2     |

## Finale
| Tirana 9 maggio 2010, ore 20:45 UTC+1                            | Besa Kavajë | 2 – 1 (d.t.s.) referto | Vllaznia Shkodër | Qemal Stafa Stadium |
| \| \| \| \| \| Kraja 85’ Dhëmbi 98’ \| Marcatori \| 63’ Balaj \| |             |                        |                  |                     |
|                                                                  |             |                        |                  |                     |
| Kraja 85’ Dhëmbi 98’                                             | Marcatori   | 63’ Balaj              |                  |                     |